# Fuzhou
Fuzhou (anticamente Fuchou; in cinese 福州; pinyin: Fúzhōu; Wade-Giles: Fu-chou; europeizzata Foochow o Fuchow) è la capitale della provincia cinese del Fujian posta sull'estuario del fiume Min sullo stretto di Formosa. Non è nota la data della sua fondazione, ma le prime mura furono costruite nel 202 a.C.

## Storia
La città fu visitata da Marco Polo e descritta ne Il Milione:
Questa città ha da un lato un grosso fiume largo non meno di un miglio. Passa su di esso un bellissimo ponte costruito su grosse barche tenute ferme da ancore pesantissime; su di esse sono inchiodate grosse e robuste assi. E in questa città si fabbricano molte navi fluviali. La terra produce zucchero in grande quantità, tanto che non si arriva a farne il conto. Si fa gran commercio di perle e di pietre preziose e per questo arrivano molte navi dall’India con tanta mercanzia, e poi sempre per fiume si spingono fino alla città di Fugiu da dove o per fiume o per via d’acqua o per via di terra si spargono per la regione. In questo modo arrivano dall'India le cose preziose.»
(Marco Polo, Il Milione, cap. 157. Traduzione italiana di Maria Bellonci)

## Economia
L'economia cittadina si fonda sull'industria chimica, alimentare, del legno, cartaria, editoriale e tessile. Nelle aree rurali, l'artigianato è ancora presente e la città rimane famosa per le sue lacche e per i suoi prodotti in legno. 
Nel 1984 Fuzhou venne designata una delle città aperte della Cina allo scopo di attirare investimenti stranieri in conseguenza della nuova politica di apertura all'economia mondiale.
Fuzhou è un importante centro politico, economico e culturale nella regione e un porto alla foce del fiume Min.
Nel 2008, le esportazioni raggiunsero un valore di €12,5 mld mentre le importazioni ammontarono a €6,2 mld. Nello stesso anno il PIL pro capite risultò di ¥33,615 (circa €4.550) arrivando a ¥43,615 (circa €5.900) nel 2010 e classificandosi 21º posto tra 659 città cinesi. Durante il medesimo periodo, Fuzhou approvò 155 progetti finanziati con capitali stranieri che hanno raggiunto un ammontare di circa €1,363 mld, di questi ne erano stati effettivamente impiegati €917 mln.

## Cultura

### Istruzione

#### Università
- Università Normale del Fujian[2]: fondata nel 1907.
- Università di Fuzhou[3]
- Università di Agricoltura e delle Foreste del Fujian[4]
- Università di Medicina del Fujian[5]
- Istituto di Medicina Tradizionale Cinese del Fujian[6]
- Università Minjiang[7]
- Politecnico del Fujian[8]

## Amministrazione

### Gemellaggi
- Tacoma
- Nagasaki
- Gunsan
- George
- Campinas